# Hôtel Lutetia
Pour les articles homonymes, voir Lutetia.
L'hôtel Lutetia est un hôtel de luxe du 6e arrondissement de Paris, situé au no 45 boulevard Raspail, à l'angle de la rue de Sèvres, dans le quartier de Notre-Dame-des-Champs. 
Fermé en 2014 pour rénovation conduite par l'architecte Jean-Michel Wilmotte, il rouvre ses portes le 12 juillet 2018. En octobre 2019, l'établissement est promu palace par Atout France.
En 2025, il devient la propriété du groupe hôtelier Mandarin Oriental et prend le nom de Mandarin Oriental Lutetia.

## Histoire

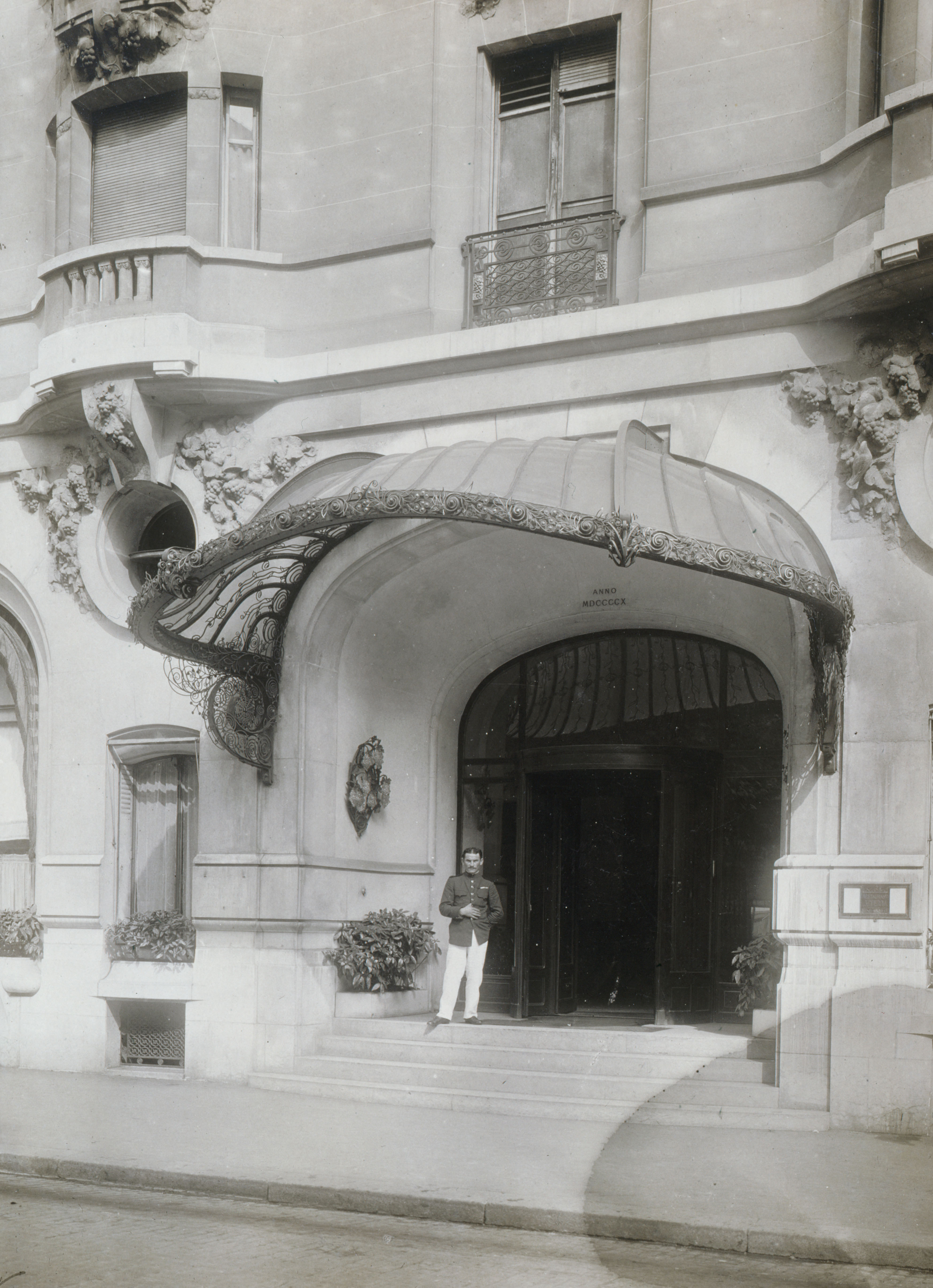
Entrée en 1917.

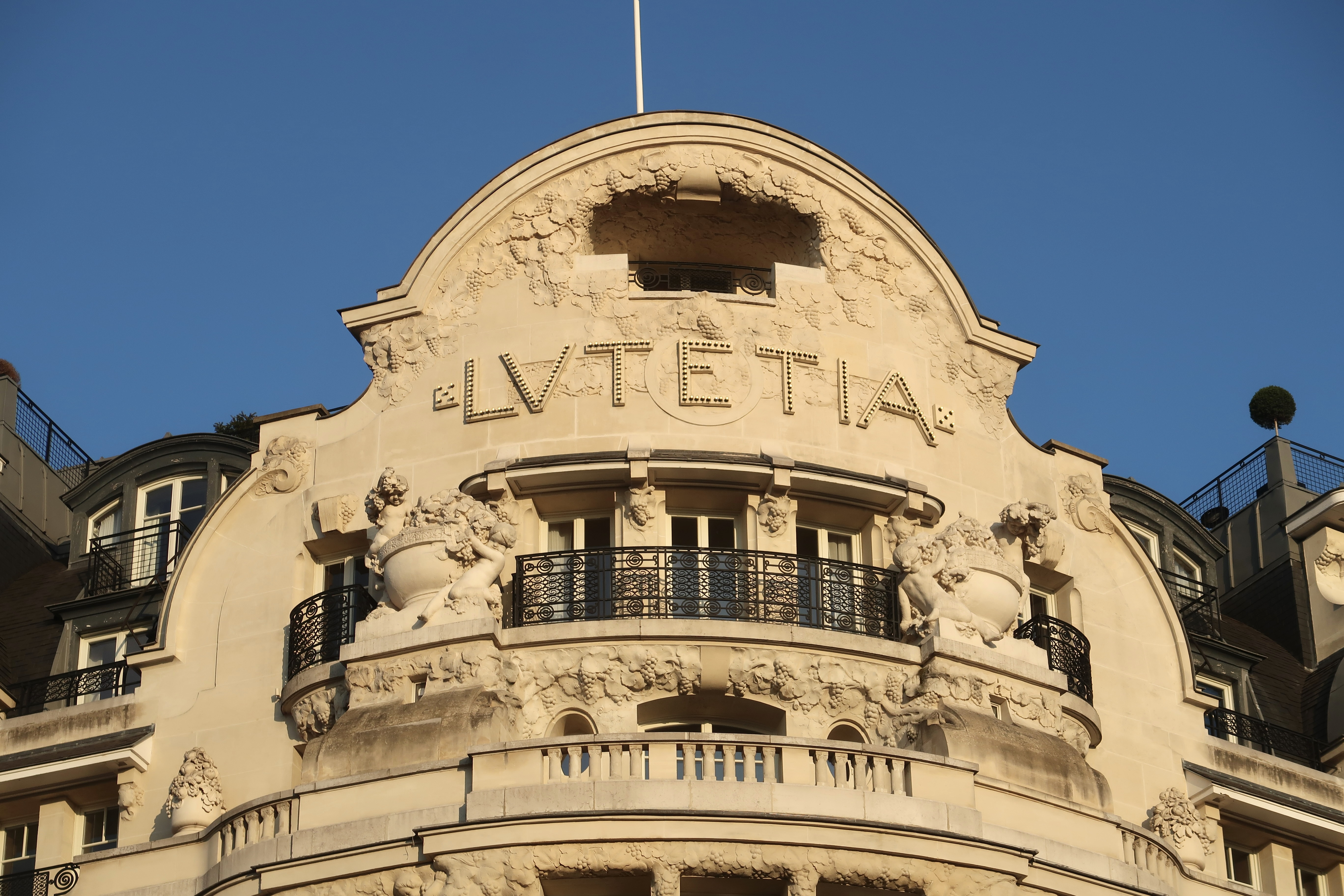
Fronton.

Construit en 1910 à l'initiative de Marguerite Boucicaut, propriétaire du Bon Marché « afin que ses importants clients de province fussent logés dans un établissement tout proche et correspondant à leur train de vie, quand ils venaient faire leurs courses à Paris », l'hôtel Lutetia est un hôtel Art nouveau comportant l'un des premiers bars de style Art déco, dont une fresque champêtre est réalisée par Adrien Karbowsky. Sa proximité avec l'Assemblée nationale et le Sénat le conduisent aussi à être prisé des parlementaires de province et des fonctionnaires coloniaux de passage à Paris. Son nom est dérivé de l'ancien nom de Paris, Lutèce, la devise (Fluctuat nec mergitur) et les armes de la ville de Paris figurant dans divers endroits de l'hôtel.
Il a été conçu par les architectes Louis-Hippolyte Boileau et Henri Tauzin,. Les sculptures en façade sont de Léon Binet, puis de Paul Belmondo[réf. souhaitée] ; les grappes sculptées rappellent l'époque où de la vigne était cultivée à Lutèce. En 1912, une extension destinée à recevoir deux niveaux de salons de réception et proposer davantage de chambres est érigée par Boileau. En 1927, la cour centrale est définitivement close par l'adjonction d'une aile accueillant notamment une salle des fêtes et permettant d'agrandir la brasserie.
Situé dans le quartier Notre-Dame-des-Champs, entre Saint-Germain-des-Prés et Montparnasse, il est témoin du renouveau artistique de l'entre-deux-guerres, accueillant de nombreux peintres et écrivains (Picasso, Matisse, André Gide qui y vécut à l’année, Roger Martin du Gard, James Joyce qui jouait du piano le soir dans les salons, Samuel Beckett, Saint-Exupéry et André Malraux, en 1920, etc.). Notamment, le couple Consuelo et Antoine de Saint-Exupéry y demeure en 1936. Albert Cohen y dicte son chef-d'œuvre, Belle du Seigneur, à sa secrétaire. Y vivent également Alexandra David-Néel de retour de ses voyages en Extrême-Orient, la chanteuse Joséphine Baker accompagnée de ses enfants, ou encore Yvonne et Charles de Gaulle qui, contrairement à une légende tenace, n'y ont pas passé leur nuit de noces. C'était cependant le lieu de vie de Charles de Gaulle lorsqu'il passait à Paris, et il y séjournait au début de la Seconde Guerre mondiale, en mai-juin 1940.
À cette époque, la piscine Lutetia dépend de l'hôtel.
Le 14 juin 1940, l'armée allemande occupe Paris. Le lendemain, l'hôtel est occupé par l'Abwehr, le service de renseignement et de contre-espionnage de l'état-major allemand, qui y installe son quartier général. Le chef de la Geheime Feldpolizei s'y installe aussi et les collaborateurs Pierre Bonny et Henri Lafont fréquentent les lieux. Des employés de l'hôtel réussissent à creuser une cache dans la cave afin d'y dissimuler de nombreux grands crus, afin qu'ils ne tombent pas aux mains des Allemands. 

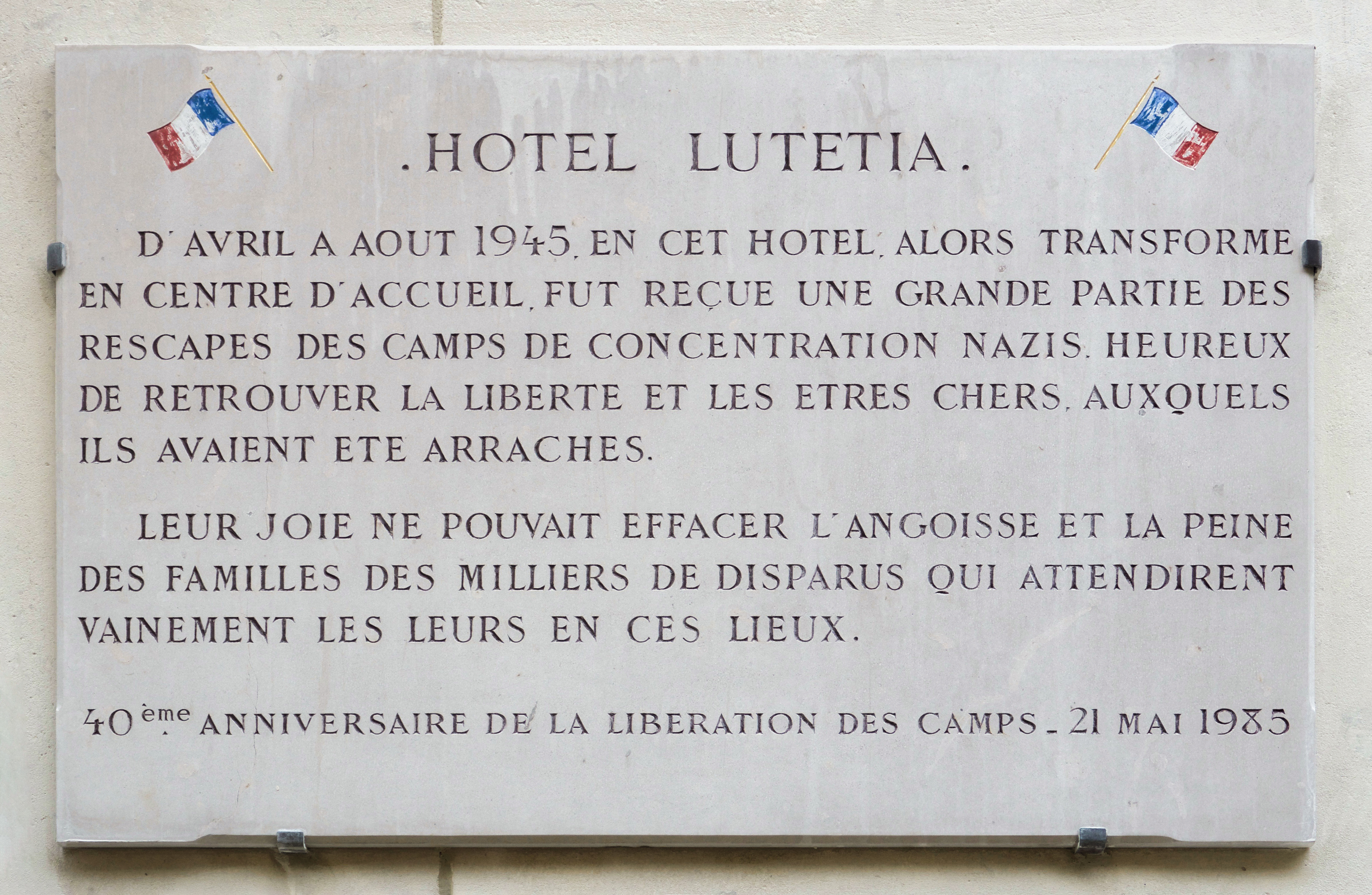
Plaque rendant hommage aux déportés accueillis à l'hôtel en 1945.

À la Libération, le propriétaire de l'hôtel doit, pour prouver son engagement envers la Résistance, mettre à sa disposition le Lutetia. C'est aussi un choix du général de Gaulle, attaché aux lieux. L'hôtel accueille les déportés à leur retour des camps de concentration nazis. C'est Sabine Zlatin, surnommée la « dame d'Izieu », qui assure la mise sur pied du centre d'accueil, vers lequel convergent les familles à la recherche d'informations sur des proches potentiellement déportés. Les fiches et les photos des déportés sont accrochées sur des panneaux électoraux inusités depuis 1936. De nos jours, une plaque apposée à l'extérieur de l'hôtel rappelle cet épisode. Jusqu'au début du XXIe siècle, un groupe d'anciens déportés s'y retrouve chaque mois, pour déjeuner dans la brasserie.
De 1955 à 2005, l'hôtel Lutetia est la propriété de la famille Taittinger, qui le réaménage, puis de Starwood Capital Group, un groupe d’investissement américain, de 2005 à 2010. Ce dernier le cède fin juillet 2010 au groupe israélien Alrov, société du milliardaire Alfred Akirov spécialisée dans l'immobilier, pour 145 millions d’euros. L’hôtel reste néanmoins géré par le groupe Concorde Hotels & Resorts, filiale de Starwood Capital Group. L'intérieur de la brasserie a été réalisé dans les années 1970 par Slavik et Sonia Rykiel.
En 2010, l’hôtel Lutetia fête son centenaire. Des événements sont organisés tout au long de l'année pour célébrer l’événement : soirées exceptionnelles, accueil de stars du jazz, de photographes et d'écrivains, etc.
Propriété du groupe israélien Alrov, le Lutétia ferme ses portes en 2014 pour quatre ans de travaux menés par Jean-Michel Wilmotte, et qui coûtent 200 millions d'euros. Les parties protégées au titre des monuments historiques restent (notamment les grilles de l'entrée, les vitraux de Louis Barillet dans les étages, ou encore les fresques du salon Borghese). Un spa de 700 m2 est projeté et le nombre de chambres passe de 233 à 184 (les suites à thèmes sont abandonnées). La maison de ventes aux enchères Pierre Bergé & Associés, en collaboration avec la maison de ventes aux enchères Métayer, est chargée par la direction de l'hôtel d’orchestrer la vente d’une partie des collections de l’hôtel, réunissant plus de 3 000 pièces de mobilier et objets d’art (certains étant de César, Arman, Philippe Hiquily, Takis, Sonia Rykiel et Thierry Bisch) et environ 8 000 bouteilles de vin et spiritueux,,.
Fin 2024, le groupe hôtelier Mandarin Oriental annonce reprendre la gestion du palace, qui devrait à terme changer de nom et devenir le Mandarin Oriental Lutetia.

## Géographie
L'hôtel Lutetia se trouve en bordure du quartier Saint-Germain-des-Prés, en face du grand magasin Le Bon Marché et à proximité de la Seine. Il est situé à 30 minutes de l’aéroport d'Orly et à 40 minutes de l’aéroport de Paris-Charles-de-Gaulle.

## Inscription aux monuments historiques
L'ensemble des façades et des toitures sur rues et sur cours, le hall d'accueil, le hall de réception, la galerie, le salon Borghèse (ancienne salle à manger), le salon Saint-Germain (ancien jardin d'hiver), les trois escaliers avec leur cage, le vestibule d'entrée de l'extension de 1912, la rotonde palière du salon Président, et le salon Président (ancienne salle des fêtes) avec ses lustres Lalique, sont inscrits aux monuments historiques par un arrêté du 16 octobre 2007.

## Caractéristiques de l’hôtel

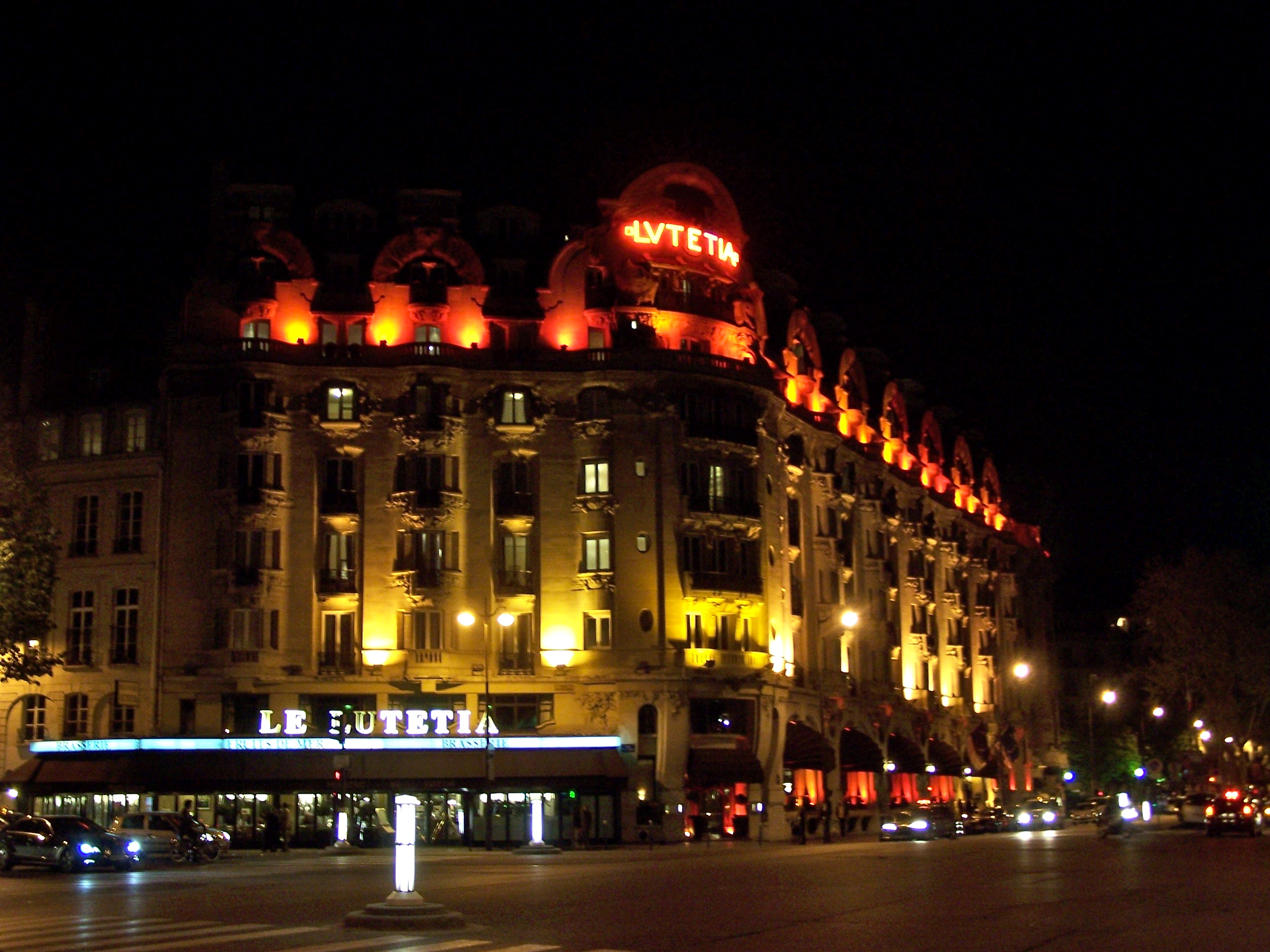
L'hôtel éclairé de nuit.

En 1985, l'hôtel est redécoré par la couturière et designer Sonia Rykiel. Seuls la brasserie (spécialisée dans les fruits de mer) et le restaurant gastronomique Le Paris, tous deux dirigés par le chef Philippe Renard, proposent encore le décor signature de Sonia Rykiel, qui, en complément, signe pour eux en 2009 un dessert tout chocolat. Le restaurant sert une cuisine française contemporaine préparée avec des produits de saison.
La salle du restaurant, de style Art déco, s'inspire de l'une[Laquelle ?] des salles à manger du paquebot français Normandie. Un meuble à cigares en forme de femme, imaginé par le sculpteur Philippe Hiquily et baptisé Ernestine, est remis à l'honneur avec l'ouverture d'un fumoir dans l'Ernest Bar en février 2010.
Depuis sa réouverture en 2018 après quatre ans de travaux, le Lutetia possède 184 chambres, dont 47 suites d'inspiration Art déco, parmi lesquelles les sept suites signature : « Atelier », « Amour », « Littéraire », « Haute Couture », « Présidentielle par Carré rive gauche » ou encore les Penthouses « Coppola » et « Eiffel », ainsi que deux restaurants (La brasserie du Lutetia et le Saint Germain) et deux bars, le Joséphine (en hommage à Joséphine Baker) et l'Aristide (en hommage à Aristide Boucicaut).
Le Saint Germain propose un tea time tous les week end, tandis que le bar Joséphine propose des soirées jazz et un piano-bar. L'hôtel compte par ailleurs sept salons de réception répartis sur 1 200 m2, un spa et un centre de remise en forme.

## Le Lutetia dans les arts et la culture

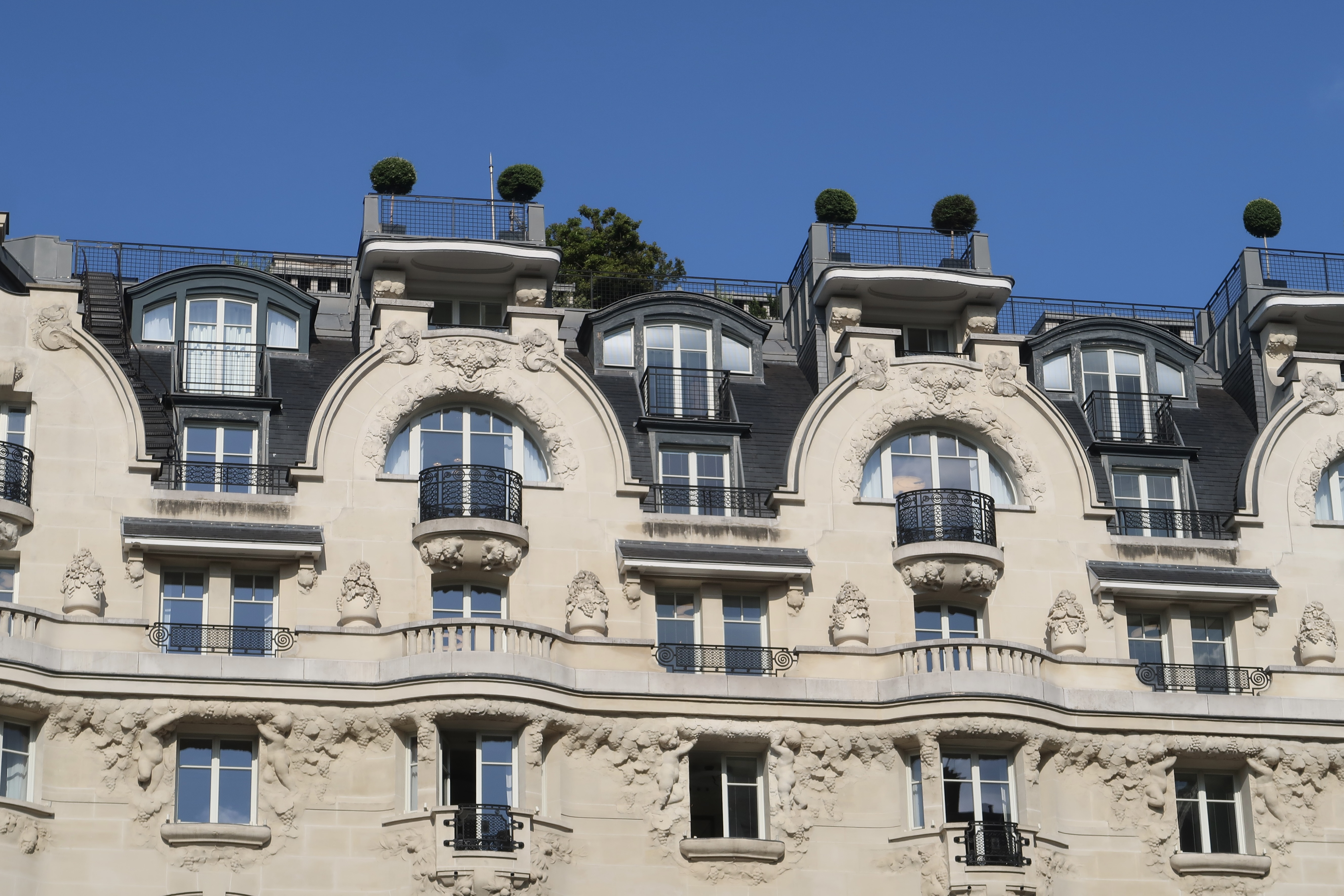
Étages supérieurs.

L'hôtel perpétue la tradition des artistes résidents (Arman, Thierry Bisch, César, Mikhaïl Chemiakine, Philippe Hiquily, Takis) ou invités, laissant pour le prix de leur séjour des œuvres uniques (Fernando et Humberto Campana, Elliott Erwitt, Mimmo Jodice, Philippe Perrin, Keiichi Tahara). Dans le cadre de la rénovation de la suite présidentielle, on retrouve[style à revoir] notamment une toile abstraite de Aude Herlédan[pertinence contestée]. La prestigieuse collection d'art ainsi constituée est, pour partie, dispersée lors d'une vente aux enchères en mai 2014.
L'hôtel fait l'objet en 2003 d'une chanson (en hommage à Serge Gainsbourg), Au bar du Lutetia, par Eddy Mitchell, dans son album Frenchy.
Pierre Assouline en fait le décor de son roman Lutetia en 2005, où il fait évoluer une multitude de personnages ayant réellement existé et séjourné au Lutetia avant, pendant et après l'Occupation allemande, de 1938 à 1945.
L'hôtel a accueilli, en août 2010, le tournage du long métrage Bye bye Blondie, réalisé par Virginie Despentes, qui adapte son roman, du même titre, au cinéma.
En février 2010, c’est le tournage de Paris Connections, un thriller anglais se déroulant dans l'univers de la mode parisienne.
L’hôtel accueille de nombreuses manifestations culturelles, telles que les « samedis littéraires », pour les adultes comme pour les enfants, ou les « Délices musicaux du Lutetia » le dimanche. La bibliothèque compte d'ailleurs 1 600 ouvrages.
Dans la série Person of Interest, (épisode 15, saison 2), John Reese affirme avoir travaillé dans cet hôtel pour mieux s'infiltrer chez un concurrent new yorkais.
Dans Au revoir là-haut de Pierre Lemaitre (prix Goncourt 2013), un des personnages occupe une suite au sixième étage.
David Lynch a prêté son nom à une suite de l'hôtel Lutetia. Andy Amadi Okoroafor, le directeur du film Relentless (en), a réalisé une série de vidéos autour de cet événement afin de promouvoir l'hôtel Lutetia et la suite 111.
Des scènes de la série télévisée Les Gouttes de Dieu (2023) sont tournées à l'hôtel Lutetia.
Face à l'hôtel, l'allée Pierre-Herbart rend officiellement hommage à l'écrivain et résistant Pierre Herbart qui vivait à proximité. La plaque de l'allée, artère centrale du square Boucicaut, qui accueille la stèle de l'association pour la mémoire des enfants juifs déportés, est devenue l'un des lieux de la mémoire les plus photographiés du 7e arrondissement, notamment par les clients étrangers de l'hôtel.

## Clients célèbres
Parmi les clients célèbres, il y a Pablo Picasso, Joséphine Baker, Antoine de Saint-Exupéry et Consuelo de Saint-Exupéry, Samuel Beckett, Charles de Gaulle, Alexandra David-Néel, Pierre Bergé, Richard Bohringer, Bernard Lavilliers, Coluche, Gérard Depardieu, Catherine Deneuve ou encore Isabelle Huppert,,.